# Küsmöd
Küsmöd kiejtéseⓘ (románul Cușmed) falu Romániában, Erdélyben, Hargita megyében. Közigazgatásilag Etédhez tartozik.

## Fekvése
A Sóvidéken, Székelykeresztúrtól 24 km-re északra, a Küsmöd-pataka mellett fekszik. Mindenfelől magas hegyek övezik.

## Nevének eredete
Neve az azonos nevű patakról való, amely mellett fekszik, ez pedig  magyar kis + med (= száraz meder, meddő) szavak összetétele.

## Története

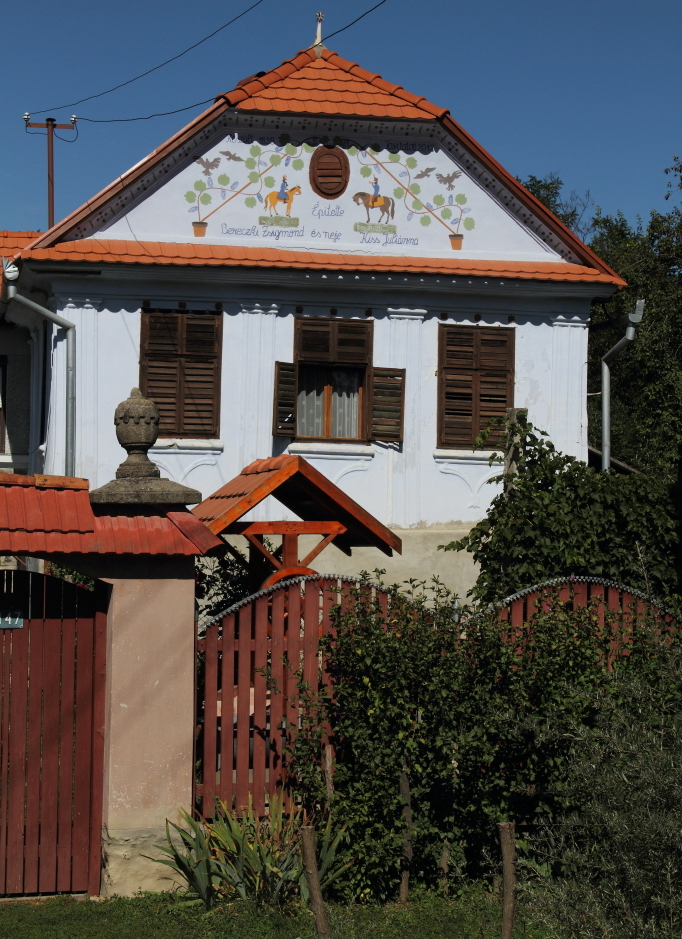
Bereczki Zsigmond keramikus műemlék háza

A falut 1332-ben Kusmend néven a pápai tizedjegyzék említette először.
Alapítói székelyek voltak, kik a völgybe letelepedve kezdetekben erdőirtással foglalkoztak.
A falunak már a 14. században állt mai református temploma, amely Szűz Mária tiszteletére volt szentelve és 1446-ban a pápától búcsúengedélyt kapott.
A 15. század közepén a templomot megújították, melyhez Hunyadi János nagyban hozzájárult a marosszentimrei csatában zsákmányolt kincsekből. Később református templom lett.
A 20. század elején Udvarhely vármegye Parajdi járásához tartozott.
1910-ben 718 lakosából 702 magyar, 16 román volt. Ebből 43 római katolikus, 67 görögkatolikus, 571 református volt.
1992-ben 430 magyar lakosa volt.

## Látnivalók
- Református temploma 14. századi, a szentély kazettás mennyezete 1714-ből, fa harangtornya 1747-ből  való. A templomot kőkerítés veszi körül, különálló fa haranglába van.
- A falutól északnyugatra emelkedő homokkőhegy gerincén egykori kolostor csekély maradványai találhatók.